# Сумануте идеје односа
Сумануте идеје односа су поремећаји дефинисани када људи верују или имају перцепцију по којој се нерелевантан, неповезанан или нешкодљив феномен у свету односи на њих директно, или верују да је њихова личност од посебног значаја — имају ‘утисак да се цео свет врти око њих’.
У психијатрији, сумануте идеје односа обухватају део дијагностичког критеријума за психотичне поремећаје, попут схизофреније, делузионог поремећаја, или биполарног поремећаја у току појачаних стадијума маније. У ређем броју случајева, може бити назнака параноидног поремећаја личности. Овакви симптоми такође могу бити изазвани интоксикацијом, посебно халуцогенима и психостимулансима, попут метамфетамина.